# Gia Viễn
Huyện Gia Viễn je venkovský okres provincie Ninh Binh v deltě Rudé řeky ve Vietnamu. V roce 2006 zde žilo na 117 781 obyvatel. Okres se rozkládá na ploše 176 km².

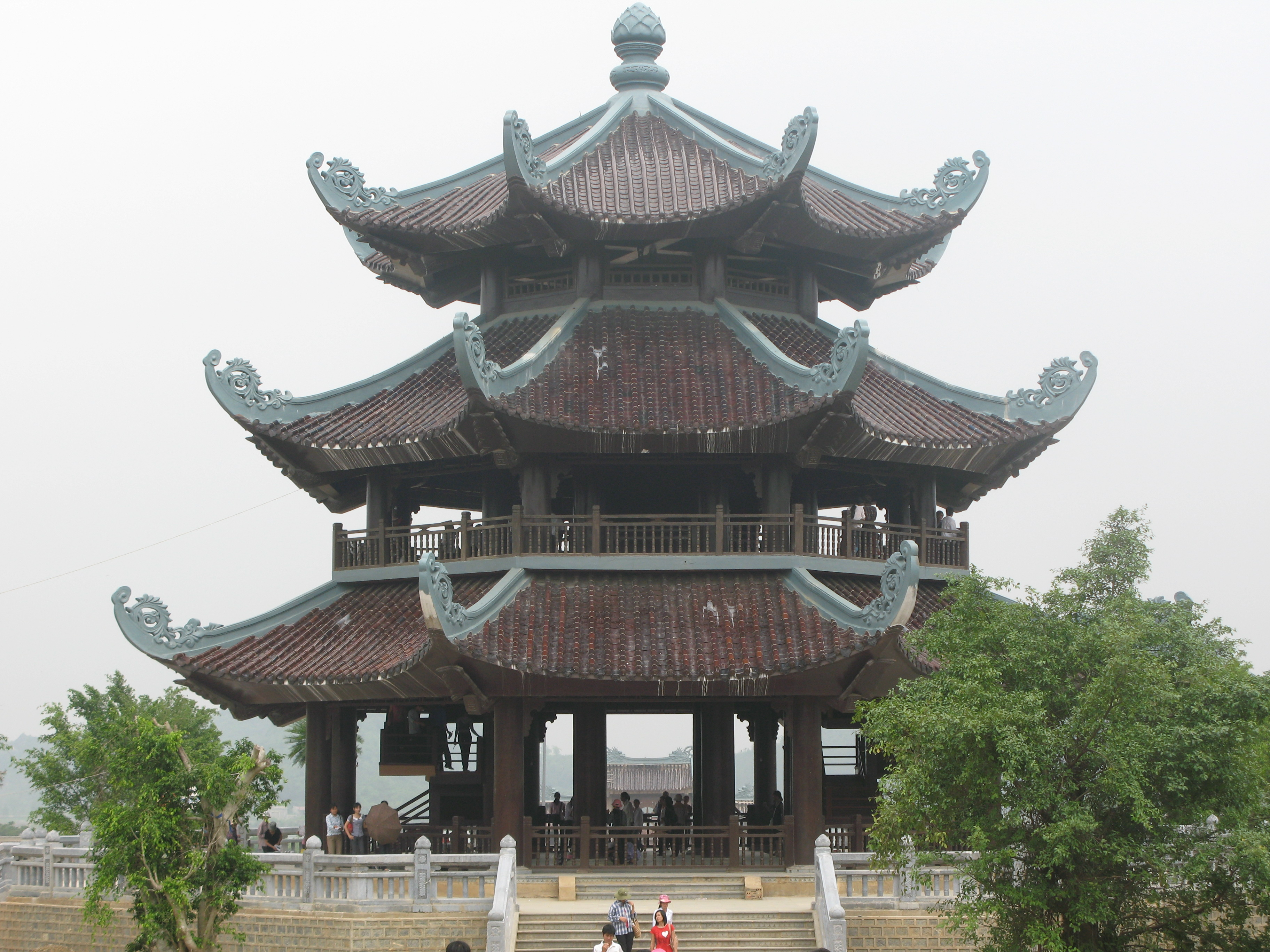
Chrám Bái Đính
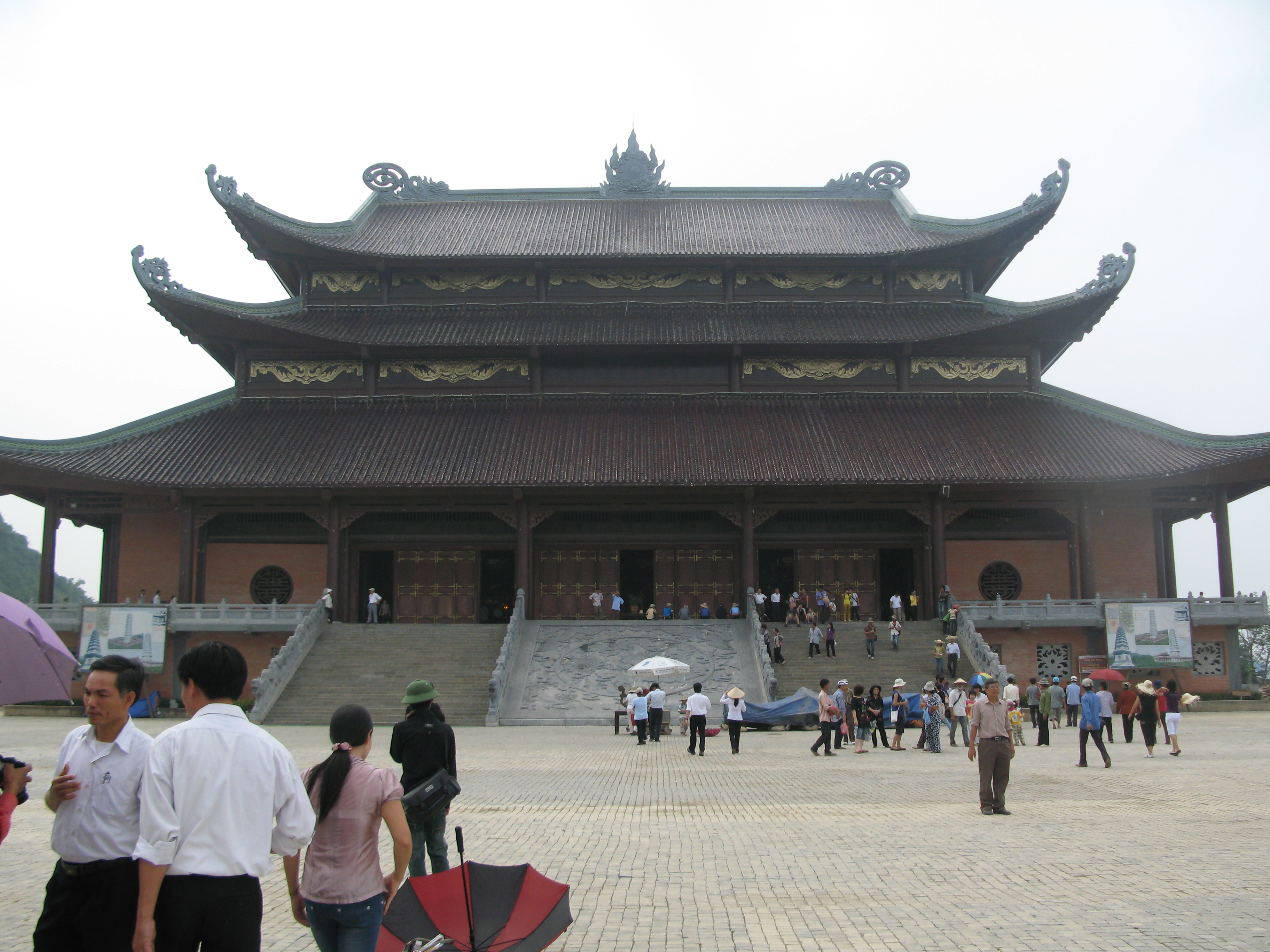
Chrám Bái Đính